# 스티븐 포드
스티븐 매기스 포드(영어: Steven Meigs Ford, 1956년 5월 19일 ~ )는 미국의 배우이다. 미국의 대통령 제럴드 포드의 삼남이다. 

## 영화
- 트랜스포머 (2007년)
- 블랙 호크 다운 (2001년) - Lt. Col. 조 크립스 역
- 캐리 2 (1999년)
- 아마겟돈 (1998년)
- 어게인스트 더 로 (1997년) - 빌 카펜터 역
- 미드나잇 블루 (1997년)
- 스타쉽 트루퍼스 (1997년)
- 콘택트 (1997년)
- 이레이저 (1996년)
- 히트 (1995년)
- 해리가 샐리를 만났을 때 (1989년) - 조 역
- 더 영 앤 더 레스트리스 (1973년)